# Thoralf Peters
Thoralf Peters, né le 13 janvier 1968 à Güstrow, est un rameur d'aviron allemand.

## Palmarès

### Jeux olympiques
- 1992 à Barcelone
  -  Médaille d'argent en quatre barré[1]